# Carena de Flinders

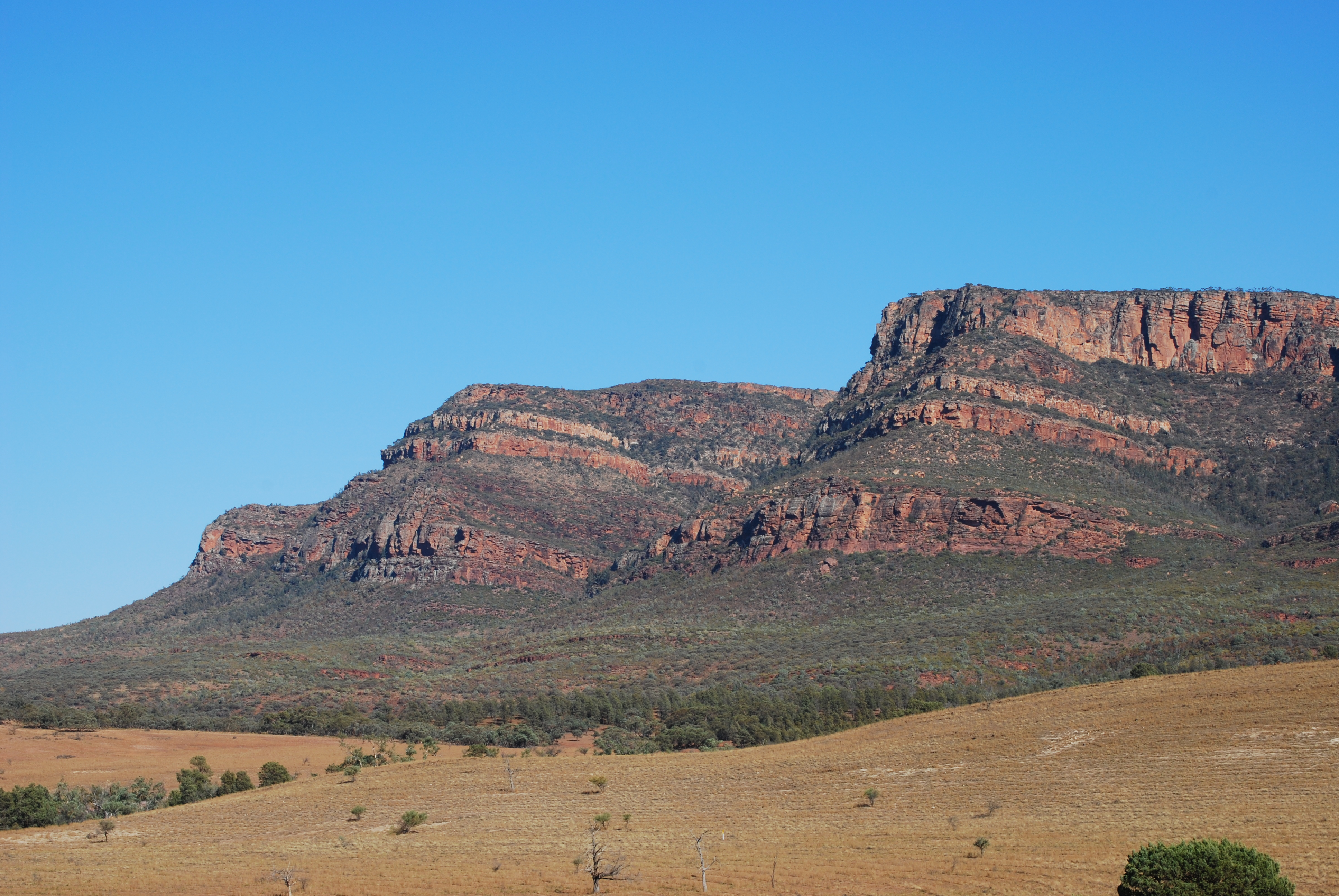
La serralada Flinders a Wilpena Pound.

La carena de Flinders -en anglès: Flinders Ranges- és la serralada més gran del sud d'Austràlia. Comença aproximadament a uns 200 km al nord-oest d'Adelaida. Aquesta serralada, de manera discontínua, s'estén per 430 km des de Port Pirie al llac Callabonna. El seu punt més característic és Wilpena Pound, que és un gran amfiteatre natural d'uns 80 km² i el cim més alt n'és St. Mary Peak, de 1.170 m d'altitud. Hi ha el parc natural Flinders Ranges National Park. Al nord, hi ha el santuari de la vida silvestre animal anomenat Arkaroola i el Parc nacional Vulkathunha-Gammon Ranges National Park. A la part sud, hi ha el parc nacional Mount Remarkable National Park.
Els turons Ediacara formen part de la serralada Flinders i donen nom al període geològic Ediacarià, en què s'han trobat els fòssils animals més antics.

## Geologia

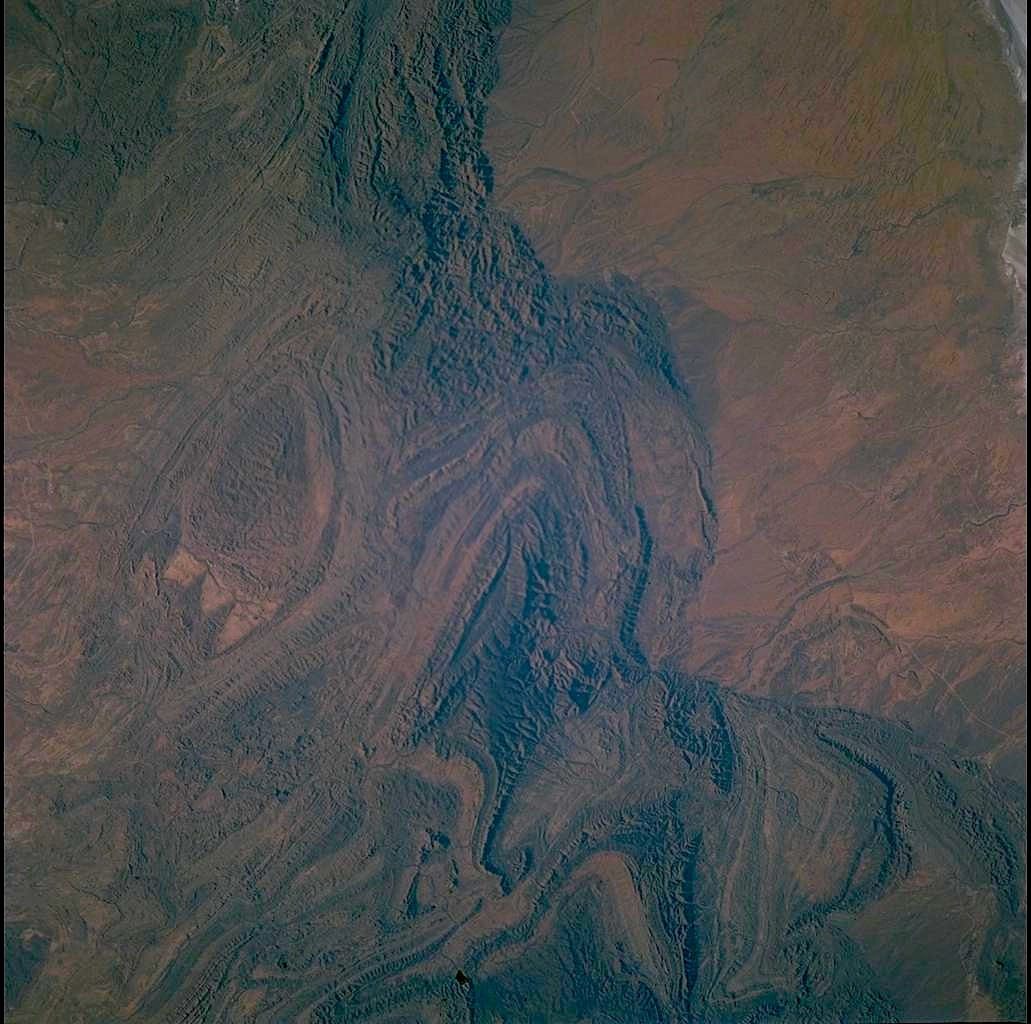
La serralada Flinders des de l'espai.

Els sediments dels quals està formada la serralada Flinders daten del període Neoproterozoic. Durant el Cambrià, fa uns 540 milions d'anys, es van formar les muntanyes i han sofert erosió, raó per la qual actualment són tan baixes. La quarsita hi abunda als punts més alts.

## Flora i fauna

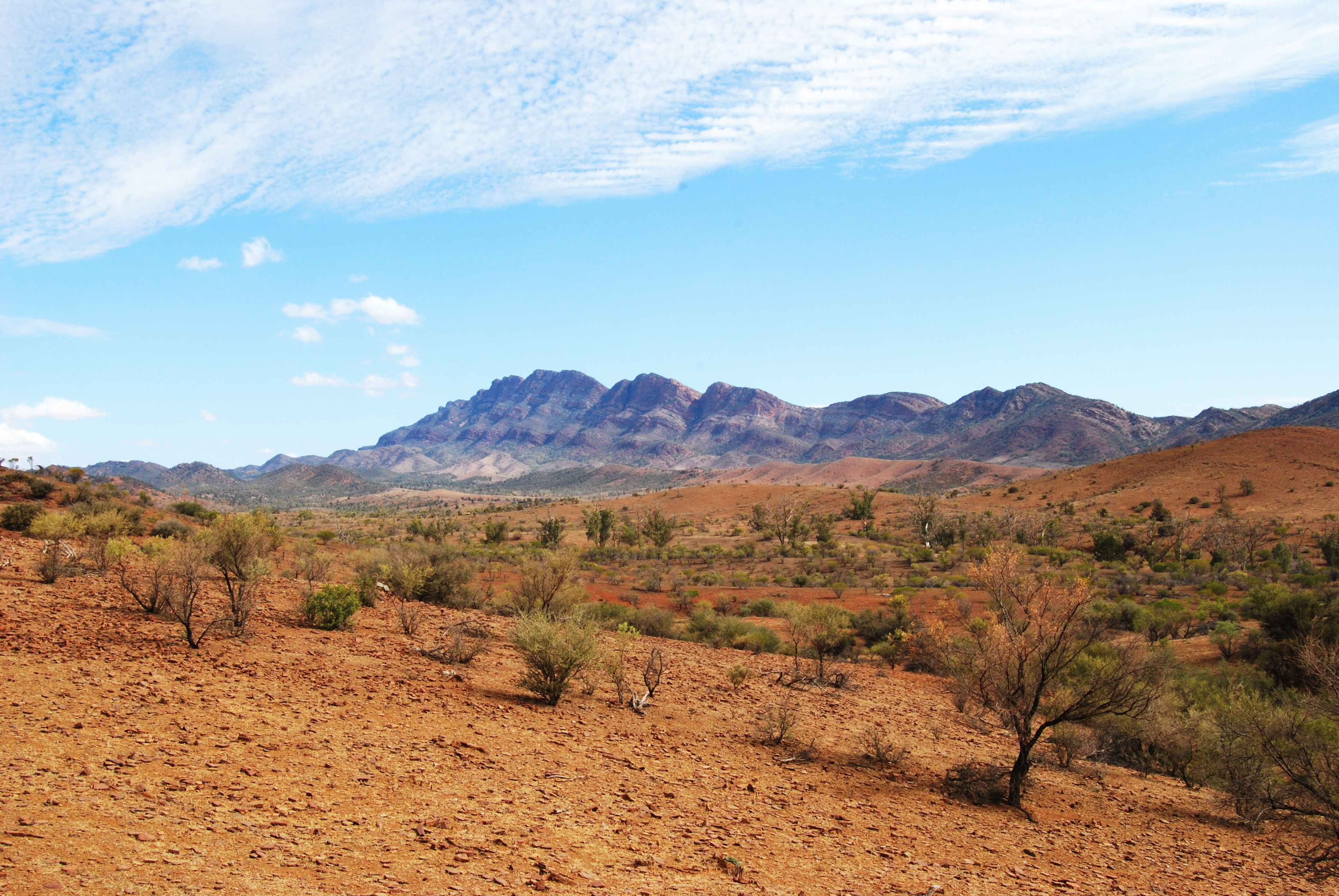
Terres àrides a la serralada Flinders.

La flora es desenvolupa amb espècies adaptades a l'aridesa com el gènere Callitris, l'hàbitat mallee, i el roure negre. Les zones més humides prop de Wilpena Pound tenen plantes del gènere Grevillea, flors de Guinea, de la família Liliaceae i falgueres. Els Phragmites i les ciperàcies creixen prop de fonts d'aigua permanent en les depressions geològiques.
D'ençà que s'hi va erradicar el dingo, el nombre de cangurs vermells, cangurs grisos occidentals i wallaroos ha crescut. El wallaby de peus grocs també prospera després d'estar prop de l'extinció. Hi ha equidnes i molts ratpenats insectívors. Entre els molts ocells, hi ha cotorres i emús. Entre els rèptils destaca el gecko. La granota crinia hi és un amfibi endèmic.
La serralada forma part de l'ecoregió Tirari-Sturt stony desert.